# Lunedì dell'Angelo

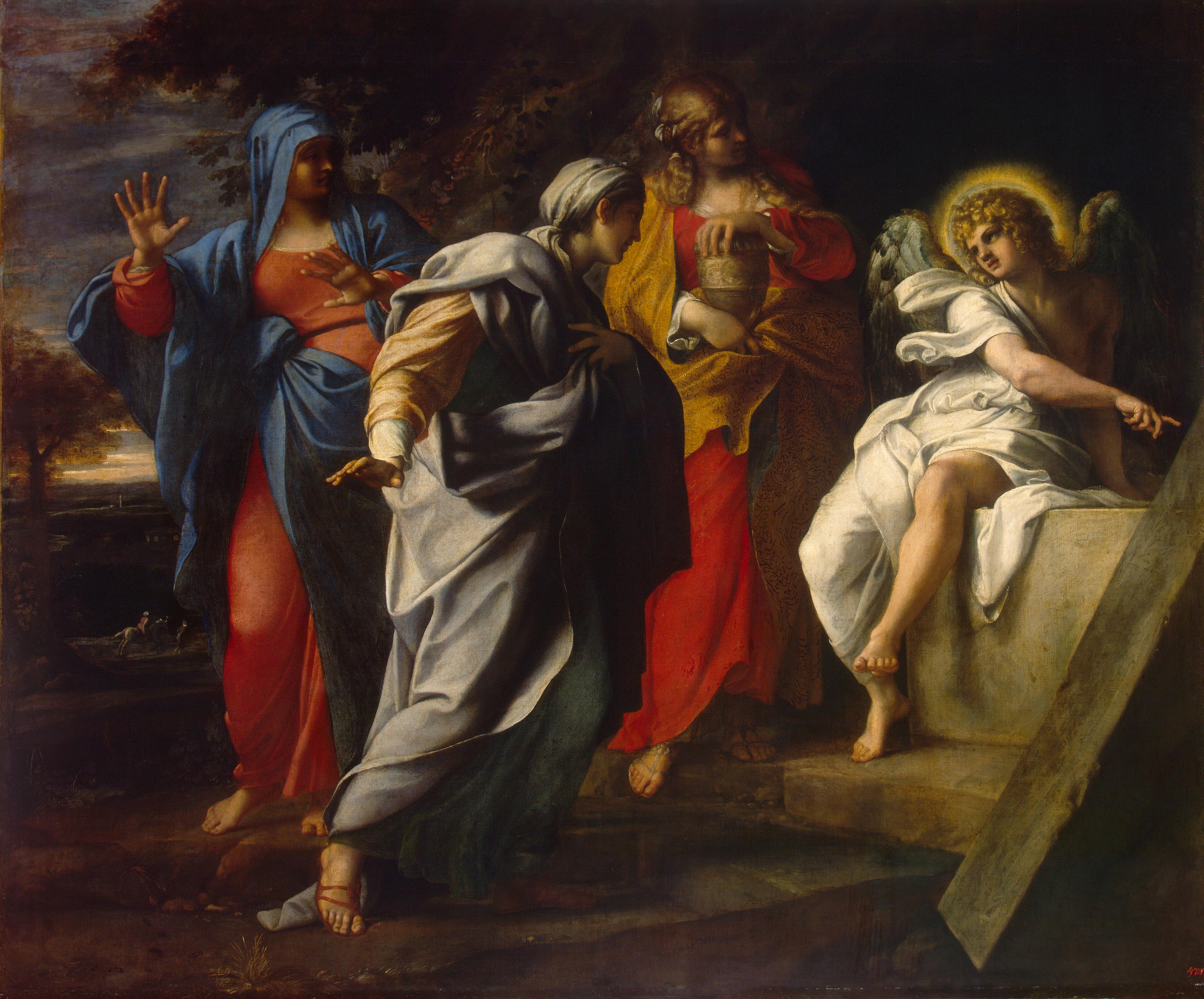
Annibale Carracci, Le tre Marie al Santo Sepolcro; Ermitage, San Pietroburgo

Il lunedì dell'Angelo o Pasquetta (entrambi nomi popolari italiani, ma chiamato in tutto il resto del mondo come Lunedì di Pasqua) è il giorno dopo la domenica di Pasqua e in numerosi paesi un giorno festivo. È il secondo giorno del tempo pasquale. Nel cristianesimo occidentale, è anche il secondo giorno dell'Ottava di Pasqua, e nel cristianesimo orientale, è anche il secondo giorno della settimana luminosa (detto anche lunedì in Albis). Prende il nome dal fatto che in questo giorno si ricorda la manifestazione dell'angelo alle donne giunte al sepolcro.

## Festa religiosa

### Fondamento biblico
I quattro vangeli canonici (Luca, Marco, Matteo, Giovanni) riportano notizie diverse su chi fosse presente davanti al sepolcro alla scoperta della sparizione del corpo del Cristo e il modo in cui l'angelo si manifestò loro. Il Vangelo di Marco racconta che Maria di Magdala, Maria madre di Giacomo e Giuseppe, e Salomè andarono al sepolcro, dove Gesù era stato sepolto, con degli oli aromatici per imbalsamarne il corpo. Vi trovarono il grande masso che chiudeva l'accesso alla tomba spostato; le tre donne erano smarrite e preoccupate e cercavano di capire cosa fosse successo, quando videro un giovane vestito di bianco che disse loro: "Non abbiate paura! Voi cercate Gesù Nazareno, il crocifisso. È risorto, non è qui. Ecco il luogo dove l'avevano deposto." (Marco 16,1-7). E aggiunse: "Ora andate ad annunciare questa notizia agli Apostoli", ed esse si precipitarono a raccontare l'accaduto agli altri.

### Liturgia del lunedì dopo Pasqua
La liturgia parla a messa di questi fatti il giorno successivo (lunedì). L'espressione "lunedì dell'Angelo", diffusa in Italia, è tradizionale e non appartiene al calendario liturgico della Chiesa cattolica, il quale lo indica come lunedì fra l'Ottava di Pasqua, alla stessa stregua degli altri giorni dell'ottava (martedì, mercoledì ecc.). Non è giorno di precetto per i cattolici, fatta eccezione per la Germania e altri paesi germanofoni.
Come tutti i giorni dell'Ottava pasquale, ha conservato, nella sua eucologia, l'antico carattere mistagogico. Questo è evidente già dall'Introito che apre la Messa della seconda Feria di Pasqua: Introduxit vos. Il testo, di ispirazione biblica, può essere perfettamente rivolto ai neofiti per illustrare loro la nuova condizione nella quale sono entrati con il Battesimo ricevuto nella notte di Pasqua.

## Festa civile
Il lunedì dell'Angelo è giorno festivo in Italia e in molti paesi, analogamente a santo Stefano, indomani del Natale, o al lunedì di Pentecoste, giorno festivo in Alto Adige e buona parte dell'Europa. 
L'Italia lo rese festivo nel 1949, laddove in precedenza era un normale giorno lavorativo, sulla scia dell’usanza portata dopo la guerra dai soldati britannici delle forze di occupazione angloamericane; la Chiesa cattolica lo celebra altresì come festa religiosa, ancorché non di precetto, come invece è in alcuni Paesi. Il motivo del giorno festivo in Italia, non richiesto dalla Chiesa cattolica, è da ricercarsi dall'usanza dei contratti di lavoro inglesi di non retribuire come doppie le festività cadenti in domenica, ma di farle recuperare il lunedì seguente creando un weekend lungo. Cadendo per sua definizione la domenica, in Inghilterra (ma non in Scozia, dove la legislazione è ancora oggi diversa) la Pasqua veniva dunque lavorativamente recuperata in quanto tale il giorno successivo. Prima della fine della guerra invece in Italia la Pasqua invece era una festa solo religiosa che non contemplava un giorno di riposo per i lavoratori, e la Pasquetta non esisteva.
Solitamente la Pasquetta, il cui nome legale è Lunedì di Pasqua, si festeggia con gite fuori porta e grigliate e barbecue.
Il giorno dopo Pasqua è festivo in:
- Albania
- Andorra
- Anguilla
- Antigua e Barbuda
- Aruba
- Australia
- Austria
- Bahamas
- Barbados
- Belgio
- Belize
- Benin
- Botswana
- Bulgaria (Calendario Giuliano)
- Burkina Faso
- Camerun

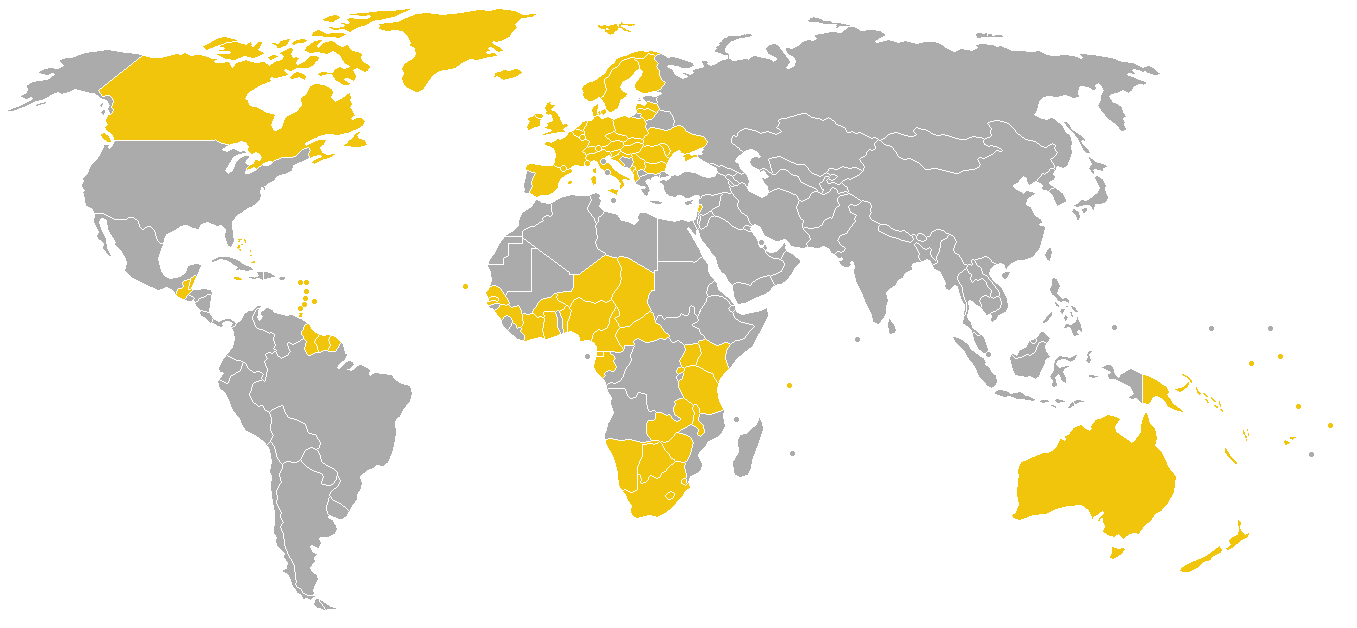
In giallo i paesi del mondo nei quali è festivo il lunedì di Pasqua. Non sono segnati in giallo San Marino, Vaticano e Grecia, ma è un errore.

- Canada (festa in Québec, osservata altrove dagli uffici pubblici e dalle banche, non osservata generalmente dalle imprese private)
- Capo Verde
- Isole Cayman
- Repubblica Ceca
- Repubblica Centrafricana
- Ciad
- Isole Cook
- Costa d'Avorio
- Croazia
- Cipro (Calendario Giuliano)
- Danimarca
- Dominica
- Egitto
- Guinea Equatoriale
- Isole Fær Øer
- Figi
- Finlandia
- Francia
- Guyana francese
- Gabon
- Gambia
- Georgia
- Germania
- Ghana
- Gibilterra
- Grecia (Calendario Giuliano)
- Groenlandia
- Grenada
- Guadalupa
- Guatemala
- Guinea
- Guyana
- Haiti
- Hong Kong
- Islanda
- Irlanda
- Isola di Man
- Italia
- Giamaica
- Kenya
- Kiribati
- Kosovo
- Lettonia
- Libano
- Lesotho
- Liechtenstein
- Lituania
- Lussemburgo
- Malawi
- Martinica
- Moldavia (Calendario Giuliano)
- Monaco
- Montenegro (Calendario Giuliano)
- Montserrat
- Namibia
- Nauru
- Paesi Bassi
- Antille Olandesi
- Nuova Caledonia
- Nuova Zelanda
- Niger
- Nigeria
- Niue
- Norvegia
- Papua Nuova Guinea
- Polonia
- Regno Unito (eccetto la Scozia)
- Romania (Calendario Giuliano)
- Ruanda
- San Marino
- Senegal
- Serbia (Calendario Giuliano)
- Seychelles
- Slovacchia
- Slovenia
- Isole Salomone
- Sudafrica
- Spagna (in alcune comunità autonome)
- Saint Kitts e Nevis
- Saint Lucia
- Saint-Pierre e Miquelon
- Saint Vincent e Grenadine
- Suriname
- Svezia
- Svizzera
- Swaziland
- Tanzania
- Trinidad e Tobago
- Turks e Caicos
- Tuvalu
- Ucraina
- Uganda
- Ungheria
- Vanuatu
- Samoa
- Città del Vaticano
- Isole Vergini britanniche
- Isole Vergini Americane
- Zambia
- Zimbabwe